# هنري هوغينز (رواية)
هنري هوغينز هو الكتاب الأول في سلسلة روايات الأطفال هنري هوغينز، التي كتبتها بيفرلي كليري. هنري هو صبي عادي يدخل في ورطات مضحكة مع كلبه ريبسي.  رُسمت الرسومات التوضيحية في الكتاب في الأصل بواسطة لويس دارلنج ثم لاحقًا بواسطة تريسي دوكراي . وفقًا للمؤلفة بيفرلي كليري، في عام 1949 عندما كتبتها أعلنت أنها فوجئت بأنها بالفعل كتبتها.   
كان الكتاب ردًا على رسالة من طفل يقول فيها: "أين الكتب التي تتحدث عن الأطفال مثلنا؟" ووصف أحد النقاد شخصية "هنري" بأنها "توم سوير الحديث".
عادت شخصية هنري هوغينز في الكتب اللاحقة وأيضًا في مسرحية كتبها بيفرلي كليري وسينثيا جيه ماكجين.

## الكتب في السلسلة
- هنري هوغينز، نشر عام 1950
- هنري وبيزوس، نشر عام 1952
- هنري وريبسي، نشر عام 1954
- هنري وطريق الورق، نشر عام 1957
- هنري والنادي، نشر عام 1962
- ريبسي، نشر عام 1964

## الروابط الخارجية
- "Top 100 Children's Novels #66". School Library Journal. مؤرشف من الأصل في 2012-05-18. اطلع عليه بتاريخ 2012-05-20.